# Островок (Асекеєвський район)
Острово́к (рос. Островок) — селище у складі Асекеєвського району Оренбурзької області, Росія.

## Населення
Населення — 5 осіб (2010; 31 у 2002).
Національний склад (станом на 2002 рік):
- росіяни — 77 %